# Лип'є (Карловаць)
Лип'є (хорв. Lipje) — населений пункт у Хорватії, у Карловацькій жупанії у складі міста Карловаць.

## Населення
Населення за даними перепису 2011 року становило 48 осіб.
Динаміка чисельності населення поселення: